# FK Utenis Utena
El FK Utenis Utena es un club de fútbol con sede en Utena, Lituania. Actualmente juega en la 2 Lyga, tercera categoría nacional.

## Historia
El Utenis Utena fue fundado el 16 de enero de 1933. Dicho club fue clausurado en tiempos de la República Socialista Soviética de Lituania, pero en 1946 se inauguró un nuevo equipo local, el Žalgiris Utena, que a partir de 1965 adoptaría el nombre de la entidad original. Entre 1979 y 1987 formó parte del campeonato lituano, y después de la independencia permaneció en categorías amateur.
En 2014 el equipo se reinscribió en la Primera Liga y al año siguiente debutó en la máxima categoría, en la que permaneció tres cursos hasta su renuncia en 2018 por motivos económicos.